# Séverin Frankiel
Séverin Frankiel est un chef-opérateur du son et acteur français, né le 20 janvier 1907 à Varsovie et mort le 14 décembre 2001 dans le 19e arrondissement de Paris. Lié au mouvement de la Nouvelle Vague, il a travaillé dans la conception de près de 80 films au cours de sa carrière et a permis la démocratisation du processus de prise de son externe par perche cinématographique.

## Biographie
Séverin Frankiel, né Frenkel, naît le 20 janvier 1907 à Varsovie, alors dans l'empire russe. Il est le frère du compositeur et violoniste Stefan Frenkel. Il émigre en France pour y faire ses études et est naturalisé quelques années plus tard. À cette occasion, son patronyme est modifié et francisé.
Il a souvent travaillé avec Jean-Pierre Mocky.

## Filmographie partielle
- 1947 : Le Tempestaire de Jean Epstein (court métrage)
- 1947 : Le Secret du Florida de Jacques Houssin
- 1947 : Quartier chinois de René Sti
- 1948 : Bichon de René Jayet
- 1948 : Sombre Dimanche de Jacqueline Audry
- 1951 : Sérénade au bourreau de Jean Stelli
- 1951 : Mammy de Jean Stelli
- 1951 : Maria du bout du monde de Jean Stelli
- 1951 : Le hasard mène l'enquête de Jean Perdrix (court métrage)
- 1952 : Dans la vie tout s'arrange de Marcel Cravenne
- 1952 : Quand te tues-tu ? d'Émile Couzinet
- 1952 : Trois Vieilles Filles en folie d'Émile Couzinet
- 1952 : Le Secret d'une mère de Jean Gourguet
- 1952 : Une enfant dans la tourmente de Jean Gourguet
- 1953 : Autant en emporte le gang de Michel Gast et Jacques Moisy
- 1955 : M'sieur la Caille d'André Pergament
- 1955 : Les Premiers Outrages de Jean Gourguet
- 1956 : Zaza de René Gaveau
- 1956 : Ce soir les jupons volent de Dimitri Kirsanoff
- 1956 : Les Copains du dimanche d'Henri Aisner
- 1956 : Mon curé champion du régiment d'Émile Couzinet
- 1957 : Trois marins en bordée d'Émile Couzinet
- 1957 : L'Auberge en folie  (ou L'Auberge fleurie) de Pierre Chevalier
- 1957 : La Tour, prends garde ! de Georges Lampin
- 1957 : Quelle sacrée soirée de Robert Vernay
- 1957 : La Rivière des 3 jonques d'André Pergament
- 1958 : Les Naufrageurs de Charles Brabant
- 1958 : Les Violents de Henri Calef
- 1958 : Rapt au Deuxième Bureau de Jean Stelli
- 1959 : Minute papillon de Jean Lefèvre
- 1960 : Les Frangines  de Jean Gourguet
- 1960 : Business de Maurice Boutel
- 1960 : La Dragée haute de Jean Kerchner
- 1961 : Vacances en enfer de Jean Kerchbron
- 1961 : La Peau et les Os de Jean-Paul Sassy
- 1961 : Une aussi longue absence d'Henri Colpi
- 1961 : La Fille aux yeux d'or de Jean-Gabriel Albicocco
- 1961 : Douce Violence de Max Pécas
- 1962 : Le Scorpion de Serge Hanin
- 1962 : Césarin joue les étroits mousquetaires d'Émile Couzinet
- 1963 : Le Roi du village de Henri Gruel
- 1963 : Les Femmes d'abord de Raoul André
- 1965 : La Bonne Occase de Michel Drach
- 1964 : Cinq filles en furie de Max Pécas
- 1964 : La Baie du désir de Max Pécas
- 1965 : Le Petit Monstre de Jean-Paul Sassy
- 1966 : Espions à l'affût de Max Pécas
- 1967 : Mouchette de Robert Bresson
- 1967 : La Peur et l'Amour de Max Pécas
- 1969 : Les Gros Malins de Raymond Leboursier
- 1969 : Désirella de Jean-Claude Dague
- 1969 : Un merveilleux parfum d'oseille de Rinaldo Bassi
- 1970 : L'Étalon de Jean-Pierre Mocky
- 1970 : Piège de Jacques Baratier
- 1970 : Le Temps de mourir d'André Farwagi
- 1971 : L'Albatros de Jean-Pierre Mocky
- 1972 : Chut ! de Jean-Pierre Mocky
- 1974 : L'Ombre d'une chance de Jean-Pierre Mocky
- 1974 : Un linceul n'a pas de poches de Jean-Pierre Mocky
- 1975 : L'Ibis rouge de Jean-Pierre Mocky
- 1976 : Le Roi des bricoleurs de Jean-Pierre Mocky